# Fountain Prairie (Wisconsin)
Fountain Prairie es un pueblo ubicado en el condado de Columbia en el estado estadounidense de Wisconsin. En el Censo de 2010 tenía una población de 887 habitantes y una densidad poblacional de 9,92 personas por km².

## Geografía
Fountain Prairie se encuentra ubicado en las coordenadas 43°25′3″N 89°3′20″O / 43.41750, -89.05556. Según la Oficina del Censo de los Estados Unidos, Fountain Prairie tiene una superficie total de 89.45 km², de la cual 88.09 km² corresponden a tierra firme y (1.51%) 1.35 km² es agua.

## Demografía
Según el censo de 2010, había 887 personas residiendo en Fountain Prairie. La densidad de población era de 9,92 hab./km². De los 887 habitantes, Fountain Prairie estaba compuesto por el 99.1% blancos, el 0.11% eran afroamericanos, el 0.11% eran amerindios, el 0.11% eran asiáticos, el 0% eran isleños del Pacífico, el 0% eran de otras razas y el 0.56% pertenecían a dos o más razas. Del total de la población el 1.13% eran hispanos o latinos de cualquier raza.